# Хеце
Хеце (菏泽) град је Кини у покрајини Шандунг. Према процени из 2009. у граду је живело 256.180 становника.

## Становништво
Према процени, у граду је 2009. године живело 256.180 становника.
| 1990.   | 2000.   | 2009    |
| ------- | ------- | ------- |
| 222.725 | 245.265 | 256.180 |